# Хейворд, Ферд
Харри Фердинанд (Ферд) Хейворд (англ. Harry Ferdinand (Ferd) Hayward, 21 августа 1911, Сент-Джонс, доминион Ньюфаундленд — 12 сентября 1988, Сент-Джонс, Ньюфаундленд, Канада) — канадский легкоатлет, выступавший в ходьбе. Участвовал в летних Олимпийских играх 1952 года.

## Биография
Ферд Хейворд родился 21 августа 1911 года в городе Сент-Джонс в доминионе Ньюфаундленд (сейчас в Канаде).
Окончил колледж епископа Фейлда.
Был рекордсменом Ньюфаундленда в ходьбе на 1, 10 и 20 миль. В 1951 году в Балтиморе выиграл чемпионат США в ходьбе на 40 км. В том же году стал первым обладателем учреждённой премии «Спортсмен года в Ньюфаундленде».
В 1952 году вошёл в состав сборной Канады на летних Олимпийских играх в Хельсинки. Выступал в ходьбе на 50 км, занял 25-е место среди 28 финишировавших с результатом 5 часов 4 минуты 40,4 секунды, уступив победителю Джузеппе Дордони из Италии 36 минут 32,6 секунды.
Также занимался лыжными гонками, был путешественником.
В 1988 году участвовал в эстафете огня зимних Олимпийских игр в Калгари.
Умер 12 сентября 1988 года в Сент-Джонсе.

## Личный рекорд
Ходьба на 50 км — 4:58.12 (1952)

## Увековечение
27 апреля 1974 года введён в Зал спортивной славы Ньюфаундленда одним из первых.